# Almásfüzitő vasútállomás
Almásfüzitő vasútállomás egy Komárom-Esztergom vármegyei vasútállomás, Almásfüzitő településen, a MÁV üzemeltetésében. A község központjának déli szélén helyezkedik el, közvetlenül az 1-es főút mellett.

## Vasútvonalak
Az állomást az alábbi vasútvonalak érintik:
- Budapest–Hegyeshalom-vasútvonal
- Esztergom–Almásfüzitő-vasútvonal

## Kapcsolódó állomások
A vasútállomáshoz az alábbi állomások vannak a legközelebb:
- Tata vasútállomás (Budapest-Keleti pályaudvar, Budapest–Hegyeshalom-vasútvonal)
- Almásfüzitő felső vasútállomás (Rajka vasútállomás, Budapest–Hegyeshalom-vasútvonal)
- Dunaalmás megállóhely (Esztergom vasútállomás, Esztergom–Almásfüzitő-vasútvonal)

## Megközelítés tömegközlekedéssel
- Busz:  815, Helyközi autóbuszok

## Forgalom
| Járat                   | Útvonal | Gyakoriság                         |
| ----------------------- | --- | ---------------------------------- |
| S10                     | Budapest-Déli – Budapest-Kelenföld – Budaörs – Törökbálint – Biatorbágy – Herceghalom – Bicske alsó – Bicske – Szár – Szárliget – Alsógalla – Tatabánya – Vértesszőlős – Tóvároskert – Tata – Almásfüzitő – Almásfüzitő felső – Szőny – Komárom – Ács – Nagyszentjános – Győrszentiván – Győr-Gyárváros – Győr                                                    | Óránként                           |
| S74                     | Esztergom – Esztergom-Kertváros – Tokod – Tát – Nyergesújfalu – Nyergesújfalu felső – Eternitgyár – Lábatlan – Piszke – Süttő – Süttő felső – Várhegyalja – Neszmély – Dunaalmás – Almásfüzitő – Komárom | Munkanapokon 5 pár, hétvégén 1 pár |
| S74                     | Esztergom – Esztergom-Kertváros – Tokod – Tát – Nyergesújfalu – Nyergesújfalu felső – Eternitgyár – Lábatlan – Piszke – Süttő – Süttő felső – Várhegyalja – Neszmély – Dunaalmás – Almásfüzitő | Hétvégén 3 pár                     |
| gyorsított személyvonat | Budapest-Keleti – Ferencváros – Budapest-Kelenföld – (Biatorbágy → Bicske alsó → Bicske →) Alsógalla – Tatabánya (← Vértesszőlős) – Tóvároskert – Tata (← Almásfüzitő ← Almásfüzitő felső ← Szőny) – Komárom – Ács (← Nagyszentjános ← Győrszentiván) – Győr-Gyárváros – Győr – Abda – Öttevény – Lébény-Mosonszentmiklós – Mosonmagyaróvár – Levél – Hegyeshalom | Munkanapokon napi 2 Budapest felé  |